# Rozkochów (Opole)
Rozkochów [pronunciación en polaco: /rɔsˈkɔxuf]/ (en alemán: Rosnochau) es un pueblo ubicado en el distrito administrativo de Gmina Walce, dentro del Condado de Krapkowice, Voivodato de Opole, en el sur de Polonia occidental. Se encuentra aproximadamente a 5 kilómetros al oeste de Walce, 11 kilómetros al sur de Krapkowice, y a 34 kilómetros al sur de la capital regional Opole.
Antes de 1945, el área fue parte de Alemania.
El pueblo tiene una población de 640 habitantes.